# Campeonato Brasileiro Série A 2014
Die Campeonato Brasileiro Série A 2014 war die 58. Spielzeit der höchsten brasilianischen Fußballliga, der Série A.

## Saisonverlauf
Die Saison 2014 der Série A startete am 19. April und endete am 7. Dezember desselben Jahres. Während weiter Teile des Junis bis Mitte Juli des Jahres ruhte die Liga, da zur gleichen Zeit die Fußball-Weltmeisterschaft 2014 ausgetragen wurde.
Am 36. Spieltage konnte sich Cruzeiro EC vorzeitig seine vierte brasilianische Meisterschaft sichern. Nach der Saison wurden wie jedes Jahr Auszeichnungen an die besten Spieler des Jahres vergeben. Beim Prêmio Craque do Brasileirão wurde wie bereits 2013 Éverton Ribeiro vom Meister Cruzeiro als bester Spieler der Saison ausgezeichnet. Als Favorit der Fans wurde Rogério Ceni von FC São Paulo verkündet. Den „Goldenen Ball“, vergeben von der Sportzeitschrift Placar, gewann Ricardo Goulart vom Cruzeiro EC. Fred vom Fluminense FC wurde mit 18 Treffern Torschützenkönig.

## Tabelle
| Pl. | Verein               | Sp. | S  | U  | N  | Tore    | Diff. | Punkte |
| --- | -------------------- | --- | -- | -- | -- | ------- | ----- | ------ |
| 1.  | Cruzeiro EC (M)      | 38  | 24 | 8  | 6  | 067:380 | +29   | 80     |
| 2.  | FC São Paulo         | 38  | 20 | 10 | 8  | 059:400 | +19   | 70     |
| 3.  | SC Internacional     | 38  | 21 | 6  | 11 | 053:410 | +12   | 69     |
| 4.  | SC Corinthians       | 38  | 19 | 12 | 7  | 049:310 | +18   | 69     |
| 5.  | Atlético Mineiro 1   | 38  | 17 | 11 | 10 | 051:380 | +13   | 62     |
| 6.  | Fluminense FC        | 38  | 17 | 10 | 11 | 061:420 | +19   | 61     |
| 7.  | Grêmio FBPA          | 38  | 17 | 10 | 11 | 036:240 | +12   | 61     |
| 8.  | Athletico Paranaense | 38  | 15 | 9  | 14 | 043:420 | +1    | 54     |
| 9.  | FC Santos            | 38  | 15 | 8  | 15 | 042:350 | +7    | 53     |
| 10. | CR Flamengo          | 38  | 14 | 10 | 14 | 046:470 | −1    | 52     |
| 11. | Sport Recife (N)     | 38  | 14 | 10 | 14 | 036:460 | −10   | 52     |
| 12. | Goiás EC             | 38  | 13 | 8  | 17 | 038:400 | −2    | 47     |
| 13. | Figueirense FC (N)   | 38  | 13 | 8  | 17 | 037:470 | −10   | 47     |
| 14. | Coritiba FC          | 38  | 12 | 11 | 15 | 042:450 | −3    | 47     |
| 15. | Chapecoense (N)      | 38  | 11 | 10 | 17 | 039:440 | −5    | 43     |
| 16. | SE Palmeiras (N)     | 38  | 11 | 7  | 20 | 034:590 | −25   | 40     |
| 17. | EC Vitória           | 38  | 10 | 8  | 20 | 037:540 | −17   | 38     |
| 18. | EC Bahia             | 38  | 9  | 10 | 19 | 031:430 | −12   | 37     |
| 19. | Botafogo FR          | 38  | 9  | 7  | 22 | 031:480 | −17   | 34     |
| 20. | Criciúma EC          | 38  | 7  | 11 | 20 | 028:560 | −28   | 32     |

| (M) | Meister des Vorjahres    |
| (N) | Aufsteiger des Vorjahres |

## Torschützenliste
| Pl. | Nat.        | Spieler          | Verein           | Tore    |
| --- | ----------- | ---------------- | ---------------- | ------- |
| 1   | Brasilianer | Fred             | Fluminense       | 18 Tore |
| 2   | Brasilianer | Henrique Dourado | Palmeiras        | 16 Tore |
| 2   | Brasilianer | Ricardo Goulart  | Cruzeiro         | 16 Tore |
| 4   | Bolivianer  | Marcelo Moreno   | Cruzeiro         | 15 Tore |
| 5   | Argentinier | Hernán Barcos    | Grêmio           | 14 Tore |
| 6   | Peruaner    | Paolo Guerrero   | Corinthians      | 12 Tore |
| 7   | Brasilianer | Erik Lima        | Goias            | 10 Tore |
| 7   | Brasilianer | Diego Tardelli   | Atlético Mineiro | 10 Tore |
| 7   | Brasilianer | Leandro Pereira  | Chapecoense      | 10 Tore |

## Vorlagengeberliste
| Pl. | Nat.        | Spieler             | Verein               | Vorlagen |
| --- | ----------- | ------------------- | -------------------- | -------- |
| 1   | Brasilien   | Éverton             | Cruzeiro             | 11       |
| 2   | Argentinien | Dario Conca         | Fluminense           | 9        |
| 2   | Argentinien | Andrés D’Alessandro | Internacional        | 9        |
| 2   | Argentinien | Jesús Dátolo        | Atlético Mineiro     | 9        |
| 5   | Brasilien   | Ganso               | São Paulo            | 8        |
| 5   | Brasilien   | Osvaldo             | São Paulo            | 8        |
| 5   | Brasilien   | Jádson              | Corinthians          | 8        |
| 8   | Brasilien   | Natanael Pimienta   | Athletico Paranaense | 7        |
| 8   | Brasilien   | Alex                | Coritiba             | 7        |
| 8   | Brasilien   | David               | Goiás EC             | 7        |
| 8   | Brasilien   | Mayke               | Cruzeiro             | 7        |

## Die Meistermannschaft vom Cruzeiro EC
| 4. | Cruzeiro EC |
|    | - Tor: Fábio (36/0), Elisson (1/0), Rafael (1/0) - Abwehr: Egídio (31/1), Dedé (21/2), Bruno Rodrigo (11/0), Ceará (17/0), Mayke (30/0), Léo (29/2), Miguel Samudio (9/0), Manoel (13/1), Alex (0/0), Breno (1/0), Wallace (3/0), Dione (0/0) - Mittelfeld: Éverton (31/6), Nilton (26/3), Lucas Silva (27/1), Alisson (15/3), Henrique (30/0), Tinga (6/0), Diego Souza (5/1), Willian Farias (14/0), José (1/0), Marlone (13/0), Bruno Ramires (1/0), Judivan (2/0), Eurico (3/0), Hugo Ragelli (1/1) - Angriff: Ricardo Goulart (26/15), Willian (27/2), Borges (10/2), Dagoberto (21/3), Luan (4/0), Júlio Baptista (14/4), Marcelo Moreno (32/15), Marquinhos (18/4), Alejandro Martinuccio (1/0), Neílton (1/0) |